# Margarethe von Braunschweig-Lüneburg

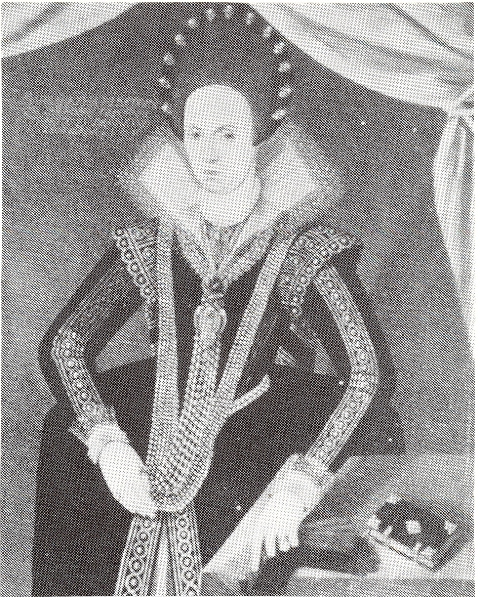
Margarethe von Braunschweig-Lüneburg, Herzogin von Sachsen-Coburg

Margarethe von Braunschweig-Lüneburg, häufig auch Margaretha von Braunschweig-Lüneburg (* 6. April 1573 in Celle; † 7. August 1643 ebenda) war durch Heirat Herzogin von Sachsen-Coburg.

## Leben
Margarethe war eine Tochter des Herzogs Wilhelm des Jüngeren von Braunschweig-Lüneburg und dessen Gemahlin Dorothea von Dänemark.
Sie heiratete am 16. September 1599 in Coburg Herzog Johann Casimir von Sachsen-Coburg. Die meisten Hochzeitsgäste wohnten vor und während des Hochzeitsfestes auf Schloss Heldburg. Der zu diesem Anlass benutzte vergoldete Prunkwagen, der zur Mitgift ihrer Mutter Dorothea gehört hatte, ist eine der ältesten noch funktionsfähigen Kutschen der Welt und auf der Veste Coburg ausgestellt.
Aus Anlass dieser Eheschließung ließ Johann Casimir den sogenannten Coburger Taler prägen. Auf der Münze ist auf dem Avers ein sich innig küssendes Paar, Johann Casimir und Margarethe, mit der Umschrift WIE KVSSEN SICH DIE ZWEY SO FEIN zu sehen, auf der anderen Seite aber eine Nonne mit den Worten: WER KVST MICH - ARMES NVNNELIN. Neben dem Gedenktaler wurde ein Stich angefertigt, welcher das fürstliche Brautpaar nebeneinander liegend zeigt, während in der Entfernung eine Nonne seufzend steht und im Hintergrund das Kloster Sonnefeld und die Veste Coburg. Der Text auf dem Stich ist der gleiche, wie auf dem Taler. Bei der jeweils dargestellten Nonne soll es sich um Johann Casimirs erste Gemahlin Anna (die eine Cousine von Margarethe war!) handeln, die er wegen Ehebruchs verstoßen hatte und  zur Zeit der Eheschließung in Sonnefeld inhaftiert hielt.
Die Ehe Margarethes war glücklich, blieb aber, wie auch die erste Ehe ihres Mannes, kinderlos. Das Herzogtum Sachsen-Coburg verlor nach Johann Casimirs Tod 1633 deshalb seine Selbstständigkeit und fiel an seinen Bruder Johann Ernst.
Margarethe ging nach Celle zurück und starb dort 1643. Sie wurde in der Fürstengruft in der Stadtkirche St. Marien in Celle beigesetzt.